# Scopula iterata
Scopula iterata är en fjärilsart som beskrevs av Claude Herbulot 1978. Scopula iterata ingår i släktet Scopula och familjen mätare. Inga underarter finns listade.